# Coenonympha annulifer
Coenonympha annulifer är en fjärilsart som beskrevs av Butler 1877. Coenonympha annulifer ingår i släktet Coenonympha och familjen praktfjärilar. Inga underarter finns listade i Catalogue of Life.